# Frederick Griffith

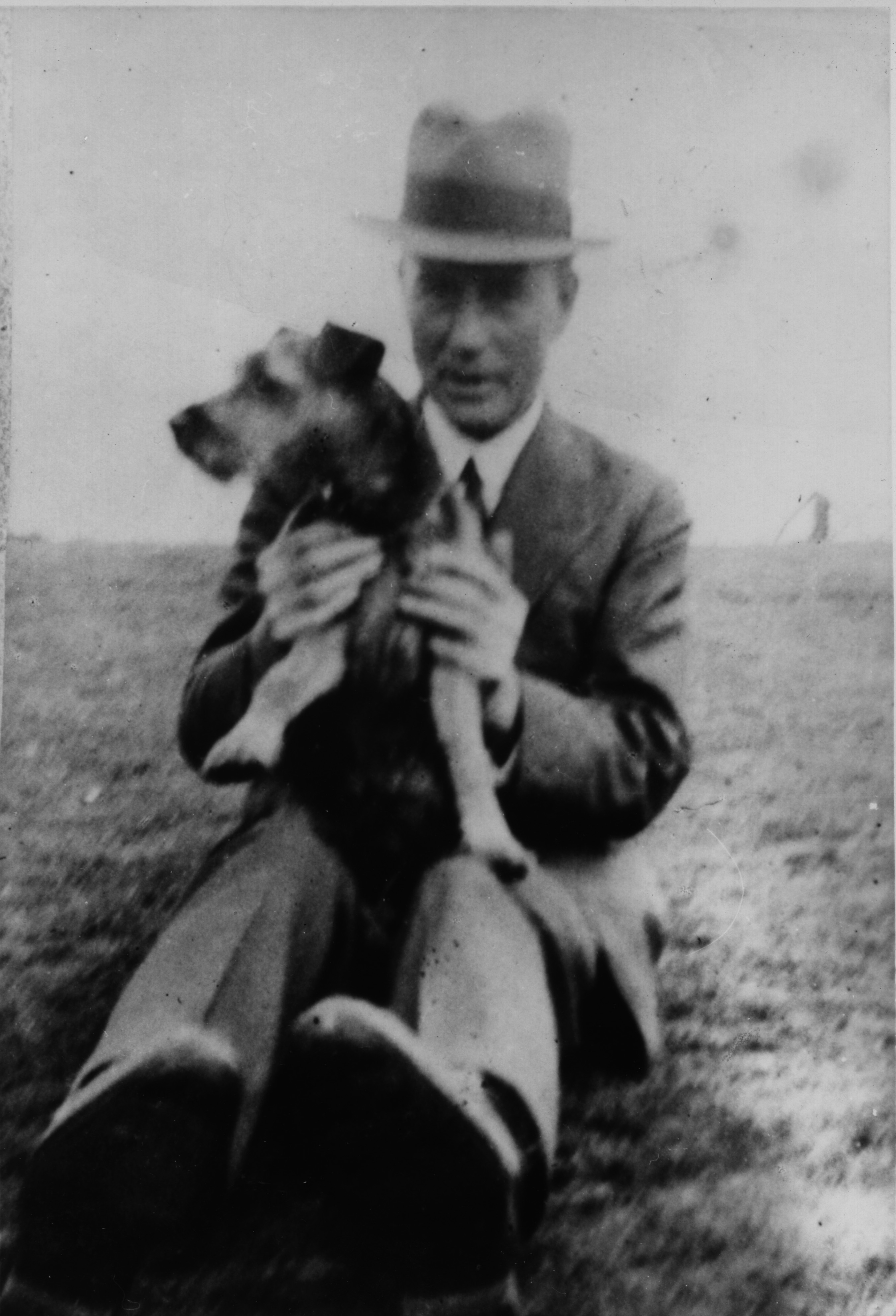
Frederick Griffith em 1936

Frederick Griffith (1877–1941) foi um médico britânico, militar e bacteriologista que desenvolveu os primeiros estudos do DNA como material hereditário a partir de pesquisas com a bactéria Streptococcus pneumoniae, causadora da pneumonia, sendo assim o primeiro engenheiro genético da medicina. Nasceu em 1879 e morreu em 1941 em Hale (sul da Inglaterra), vítima de um bombardeio durante a 2ª Guerra Mundial.
Formou-se em medicina em Liverpool (1901) e se uniu a equipe do Local Governmente Board em 1911 após pesquisar sobre o bacilo da tuberculose com seu irmão médico microbiologista, Arthur Stanley Griffith (1871-1922).
Mudou-se para o Pathological Laboratory do Ministry of Health (Dudley House, em Londres) com seu colega William McDonald Scott.
Sua primeira publicação famosa sobre pneumococos foi publicada no Journal of Hygiene (1925). Após isso, publicou outro trabalho no Society Journal (1928), onde ganhou um prêmio de £500 graças sua contribuição para a área de microbiologia. Com este ultimo trabalho, mostrou que bactérias não virulentas podiam matar se fossem injetadas com bactérias virulentas, definindo o Experimento do Princípio Genético da Transformação, hoje conhecido como DNA.

## O Experimento de Griffith
Enquanto tentava encontrar a cura da pneumonia (doença comum durante a 1ª Guerra Mundial), Griffith fez uma grande descoberta. Em seu experimento de 1928, conhecido como Experimento de Griffith, ele mostrou que as bactérias podem mudar sua função e sua forma, dado pelo princípio da transformação, posteriormente conhecido como DNA. Tal feito, ajudou aos pesquisadores e cientistas a descobrirem como criar antibióticos mais eficientes frente as infecções bacterianas e bactérias resistentes a certos antibióticos. A transformação é um processo que aponta um aspecto sendo transformado em outro. No caso das bactérias, a transformação envolve a célula sendo alterada por um material genético exógeno. Griffith usou duas cepas de bactérias (Streptococcus pneumoniae) que infectaram ratos. O primeiro, tipo III-S (lisas) são cobertas por uma capsula de polissacarídeos (composta por carboidratos e açucares que as protegem do sistema imune do hospedeiro). O segundo tipo de bactérias, tipo II-R (rugosas), não possuem a cápsula protetora, assim, são mais suscetíveis a serem mortas pelo sistema imune do hospedeiro. Essa bactéria que causa pneumonia em humanos, normalmente é letal em ratos. Em seu experimento, Griffith injetou essas duas cepas de bactérias nos ratos. Sem nenhum outro tipo de tratamento, as cepas de bactérias rugosas não foram capazes de matar o rato, mas as cepas de bactérias lisas foram. Por outro lado, o calor é capaz de romper a cápsula presente nas bactérias lisas, mas após o rompimento e ao serem injetadas, a cepa de bactérias lisas mortas sob o calor não será capaz de matar o rato. Porém, quando uma bactéria lisa submetida ao calor foi combinada com uma cepa de bactérias rugosas, essa nova cepa de bactéria matou o rato. Uma surpresa foi observando quando células vivas foram recuperadas dos ratos mortos, sendo que essas células originaram cepas lisas e eram virulentas após a injeção. Ou seja, de alguma forma, os restos das bactérias lisas mortas converteram as bactérias rugosas vivas em bactérias lisas vivas, definindo assim, o processo de transformação.
Uma observação foi feita por Griffith no decurso de experiências com a bactéria Streptococcus pneumoniae em 1928 (que ele pesquisava em busca de uma vacina para a pneumonia, doença comum no período após a 1ª Guerra Mundial). Esta bactéria, que causa pneumonia aos humanos, é normalmente letal no caso dos ratos. No entanto, diferentes estirpes desta espécie bacteriana desenvolveram-se de forma a terem diferente virulência (capacidade de causar doença e/ou morte). Na sua experiência, Griffith usou duas estirpes que são distinguíveis pela aparência das suas colónias quando crescidas em culturas laboratoriais. Numa das estirpes, um tipo virulento normal, as células estão cobertas por uma cápsula de polissacárido, dando às colónias uma aparência lisa (smooth): daí chamar-se S a esta estirpe. Na outra estirpe estudada por Griffith, um tipo mutante, não virulento, que cresce nos ratos mas não é letal, a cápsula está ausente, dando a estas colónias um aspecto rugoso (rough), sendo esta estirpe chamada de R.
Griffith matou algumas células virulentas, fervendo-as, e injectou-as nos ratos. Os ratos sobreviveram, mostrando que as carcaças das células não causam a morte. No entanto, ratos injectados com uma mistura de células virulentas mortas pelo calor e células não virulentas vivas morreram. Mais surpreendente ainda, células vivas podiam ser recuperadas dos ratos mortos; estas células davam colónias lisas e eram virulentas após injecção subsequente. De alguma forma, os destroços das células S mortas, converteram as células R vivas a células S vivas. Griffith chamou o processo de transformação.